# Inkermanský závod stolních vín
Inkermanský závod stolních vín (rusky Инкерманский завод марочных вин) je závod na výrobu vín, nacházející se v sevastopolském Inkermanu, jeden z největších a nejznámějších vinařských podniků Krymu. Vinné sklepy závodu zaujímají plochu 5,5 ha, jejich hloubka činí 5-30 m a stálá teplota vzduchu se pohybuje mezi 12 a 15 °C.

## Historie
Inkermanský závod stolních vín byl založen 1. února 1961. Téhož roku byla do provozu uvedena výrobna. Pro ukládání vína byly využity tunely v bývalém inkermanském kamenolomu. Výrobu zde zaváděli pracovníci, kteří dříve prošli školením v krymském vinařství Massandra, jehož tradice sahá až do 19. století.
Od roku 2011 je součástí holdingu Inkerman International se sídlem ve Stockholmu.

## Galerie

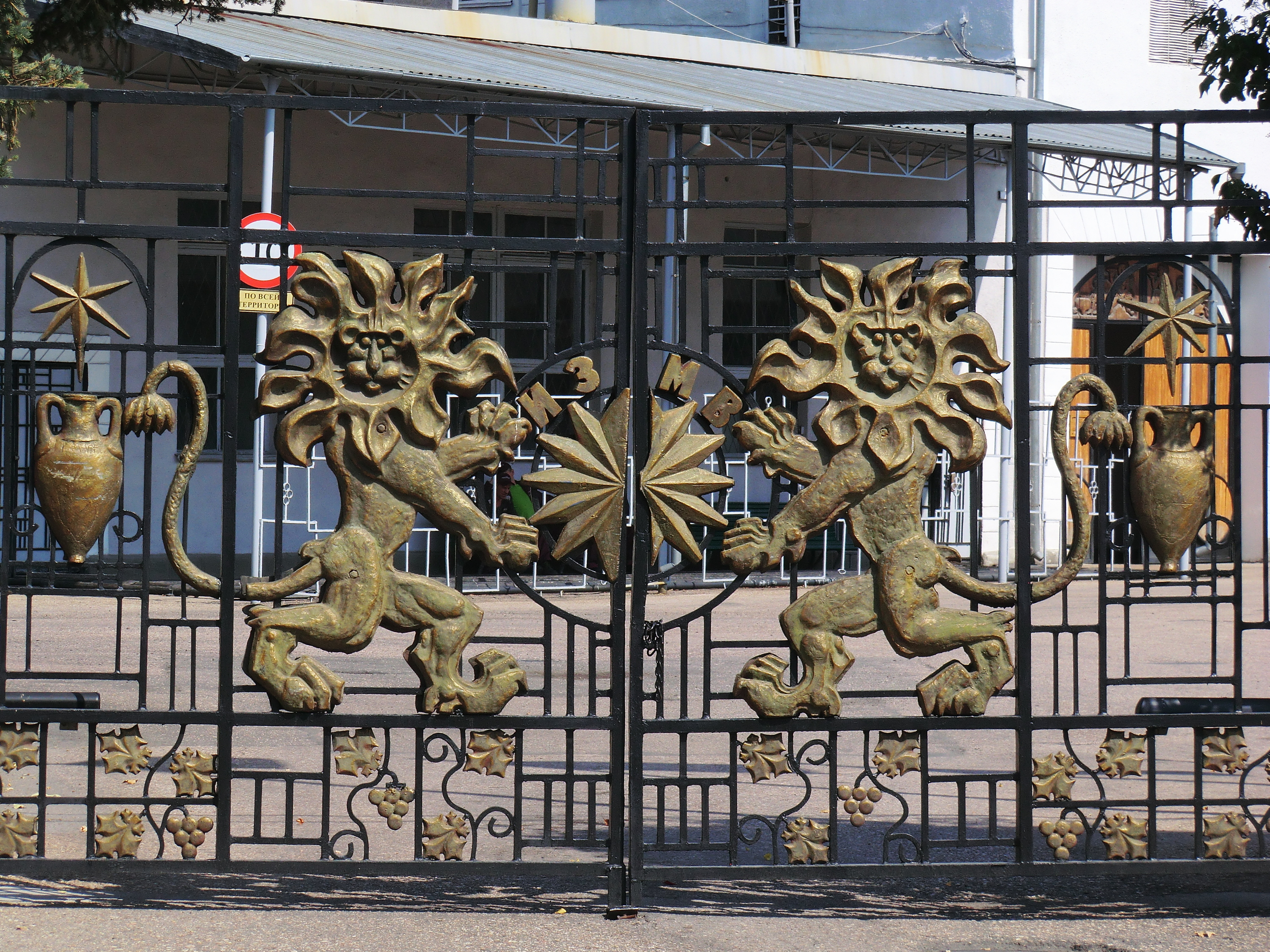
Brána závodu
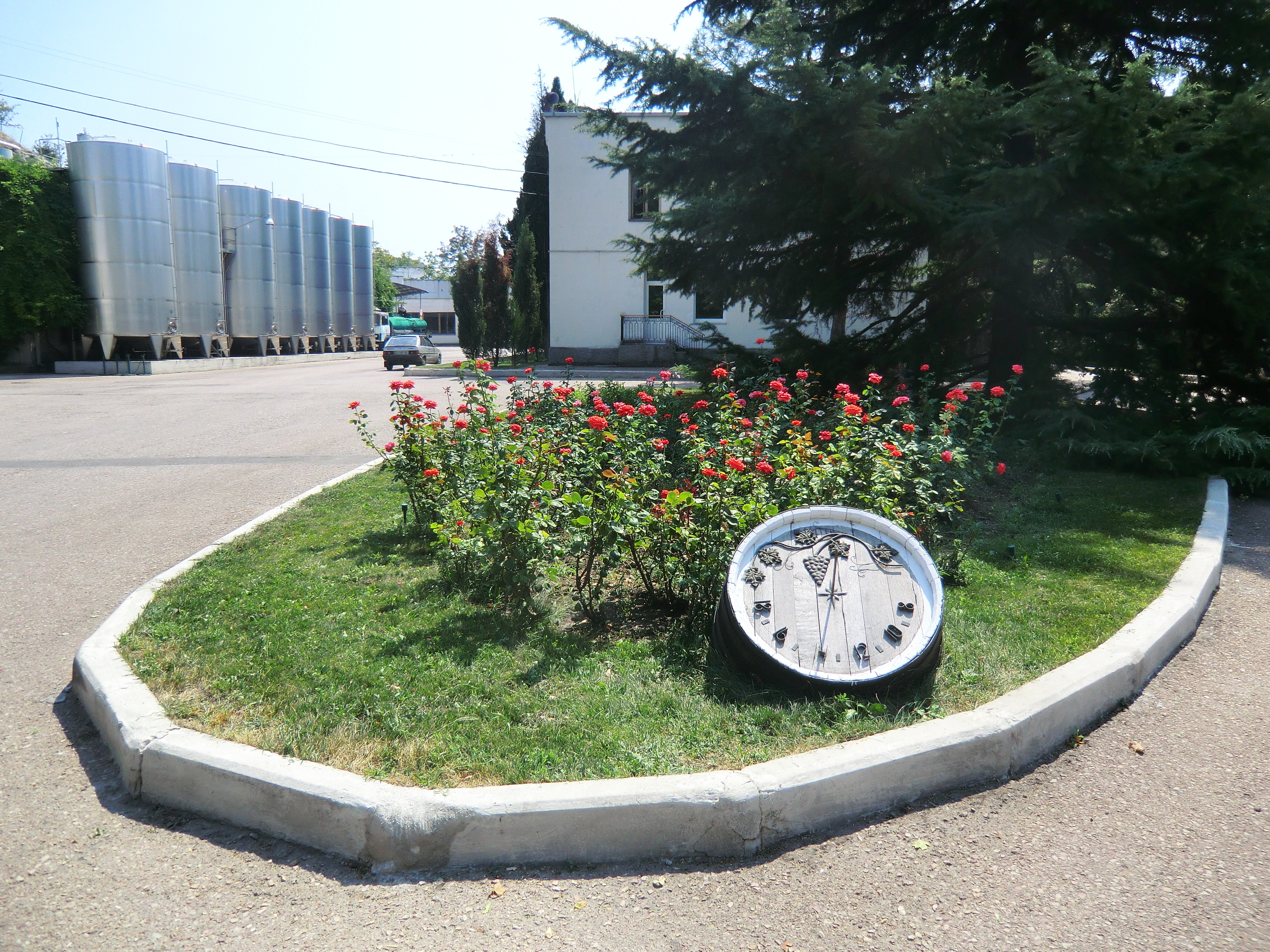
Areál
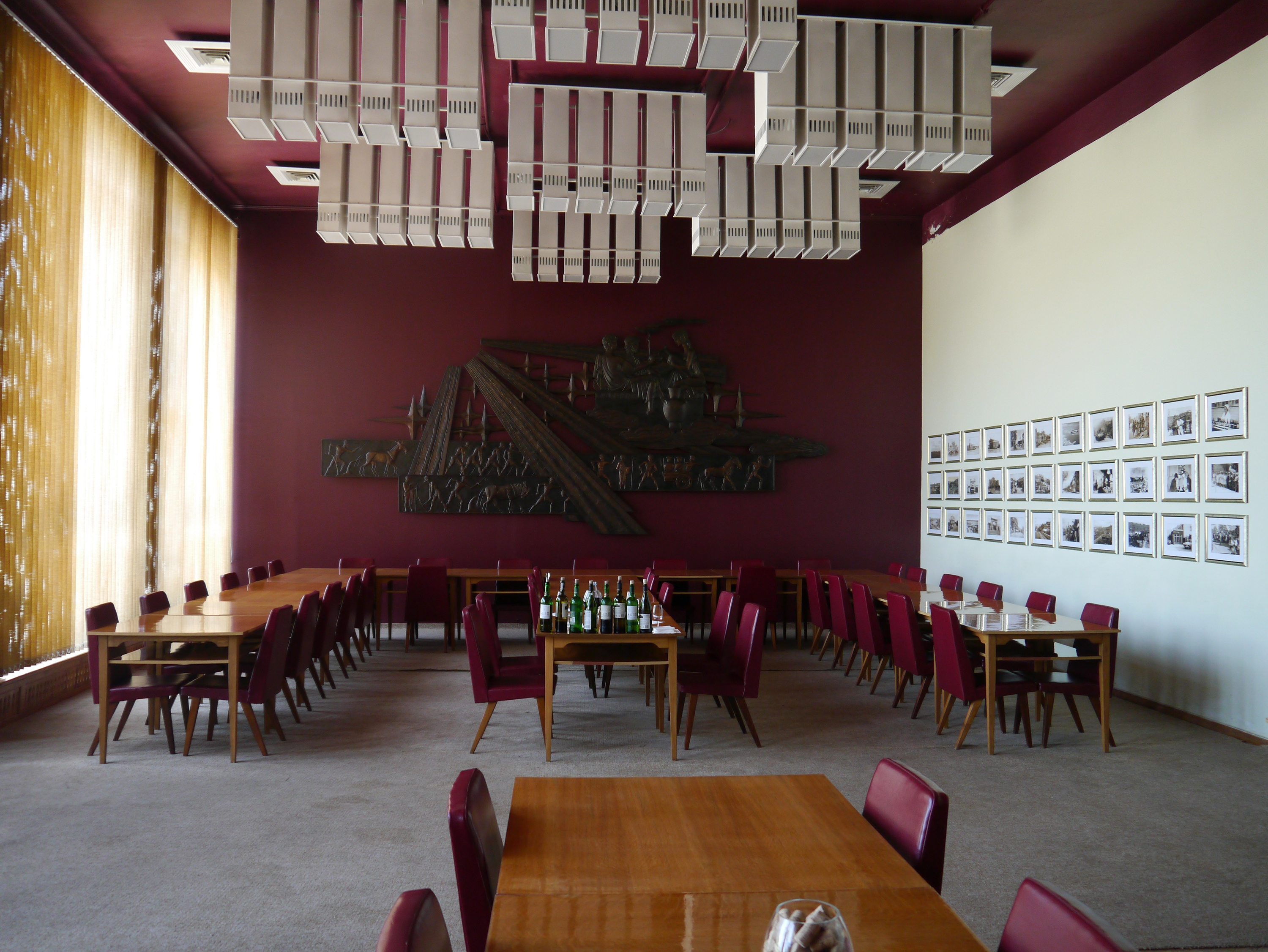
Degustační sál
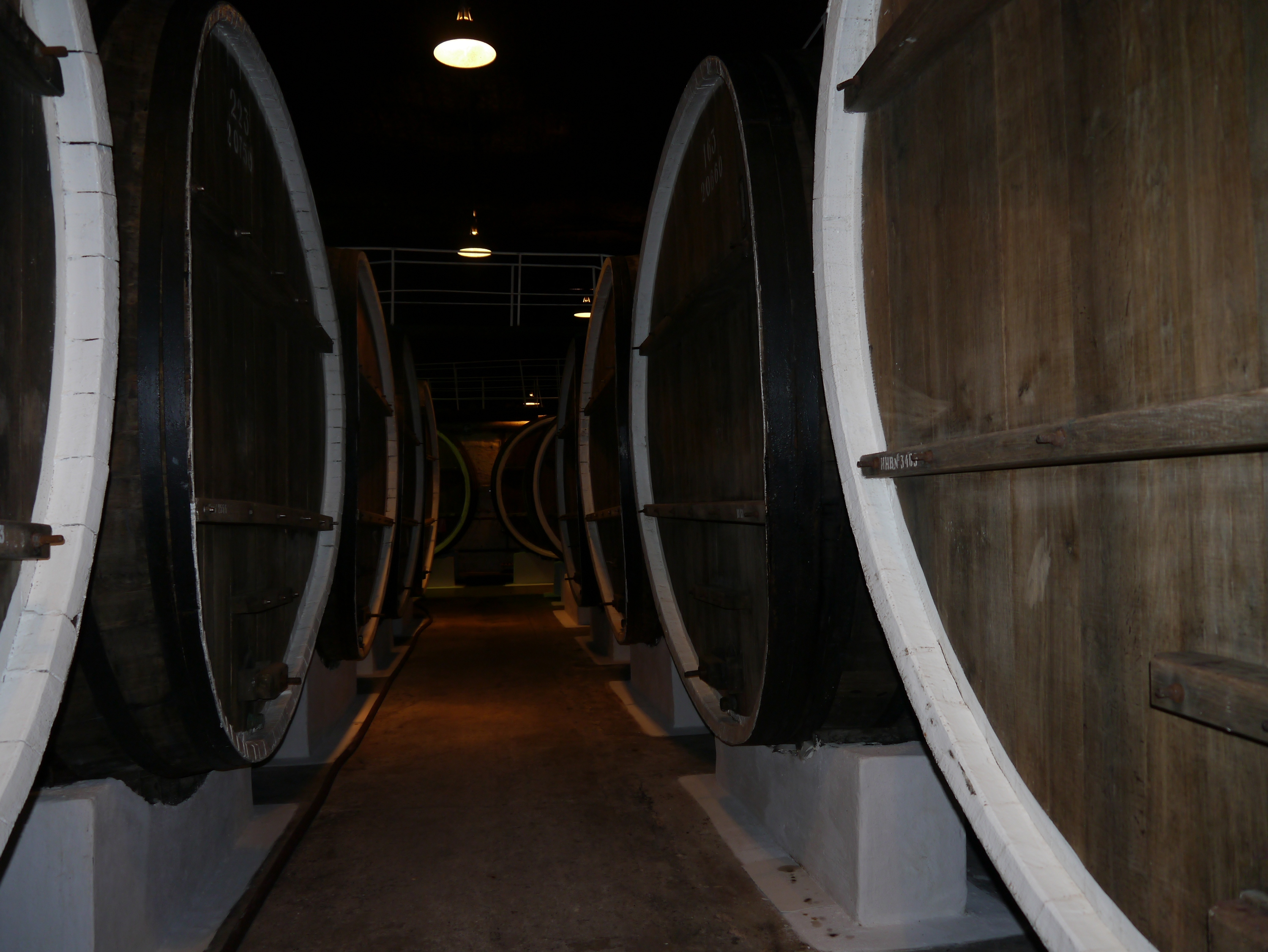
Sklepy
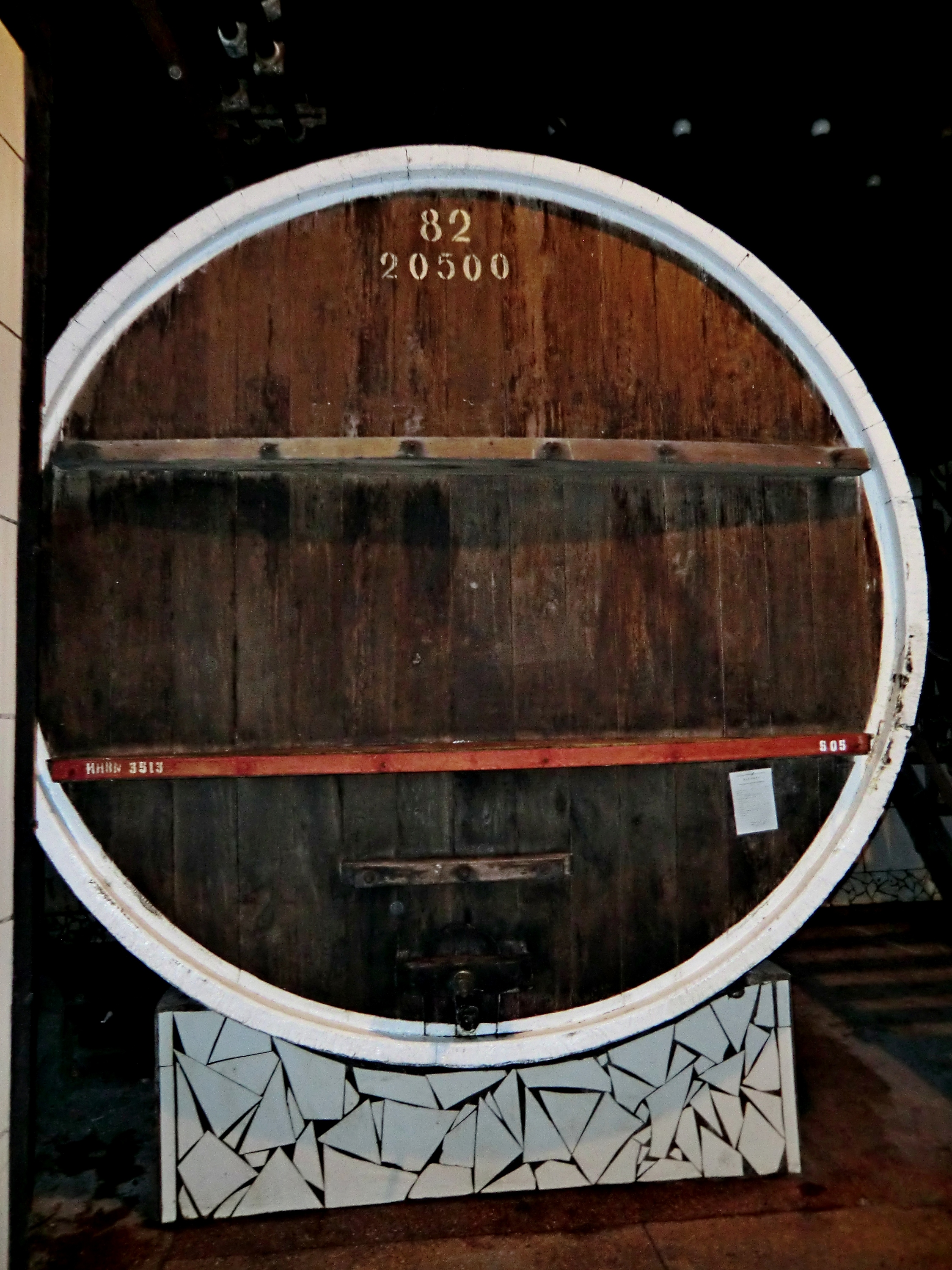
Sklepy
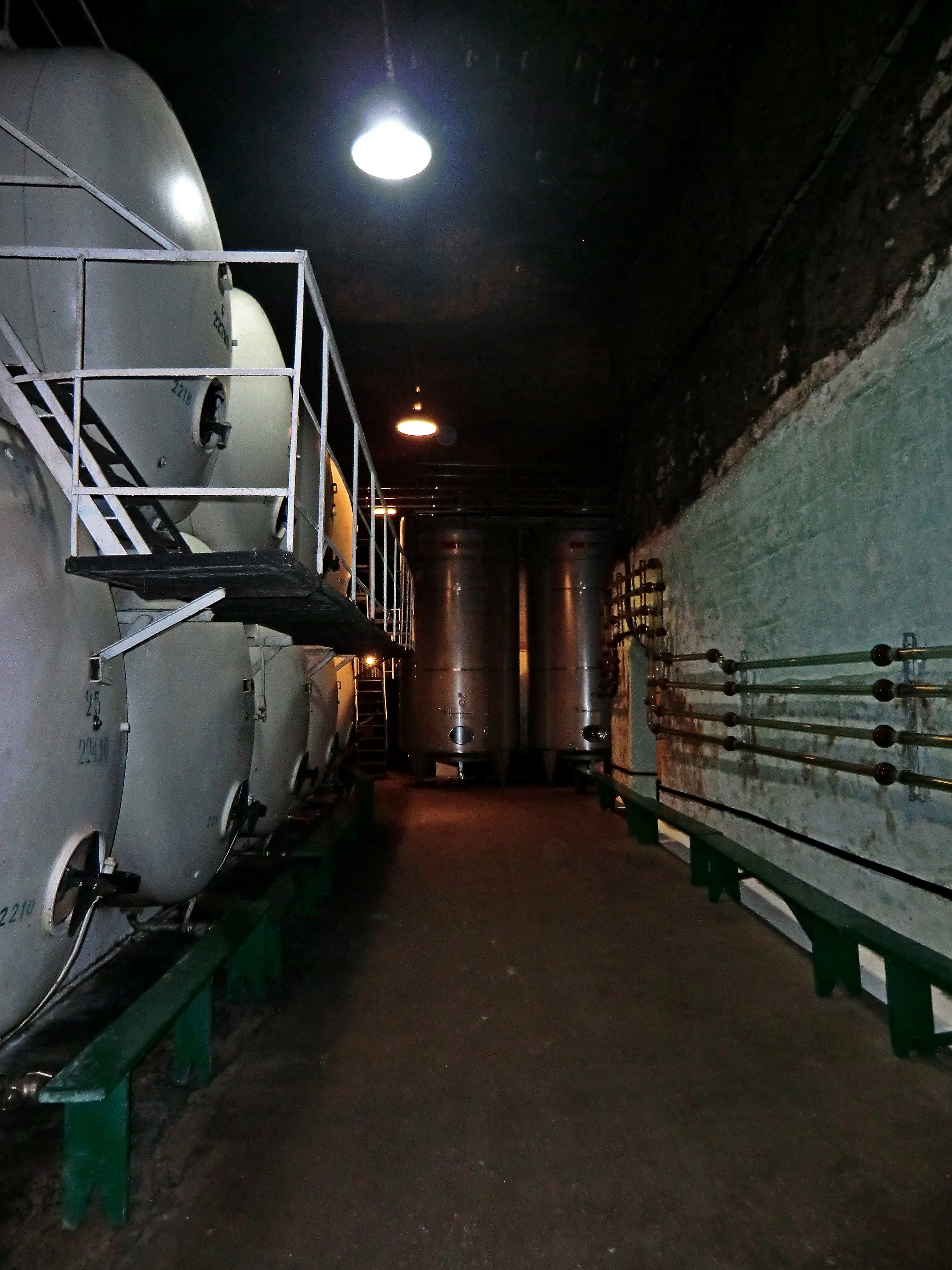
Sklepy
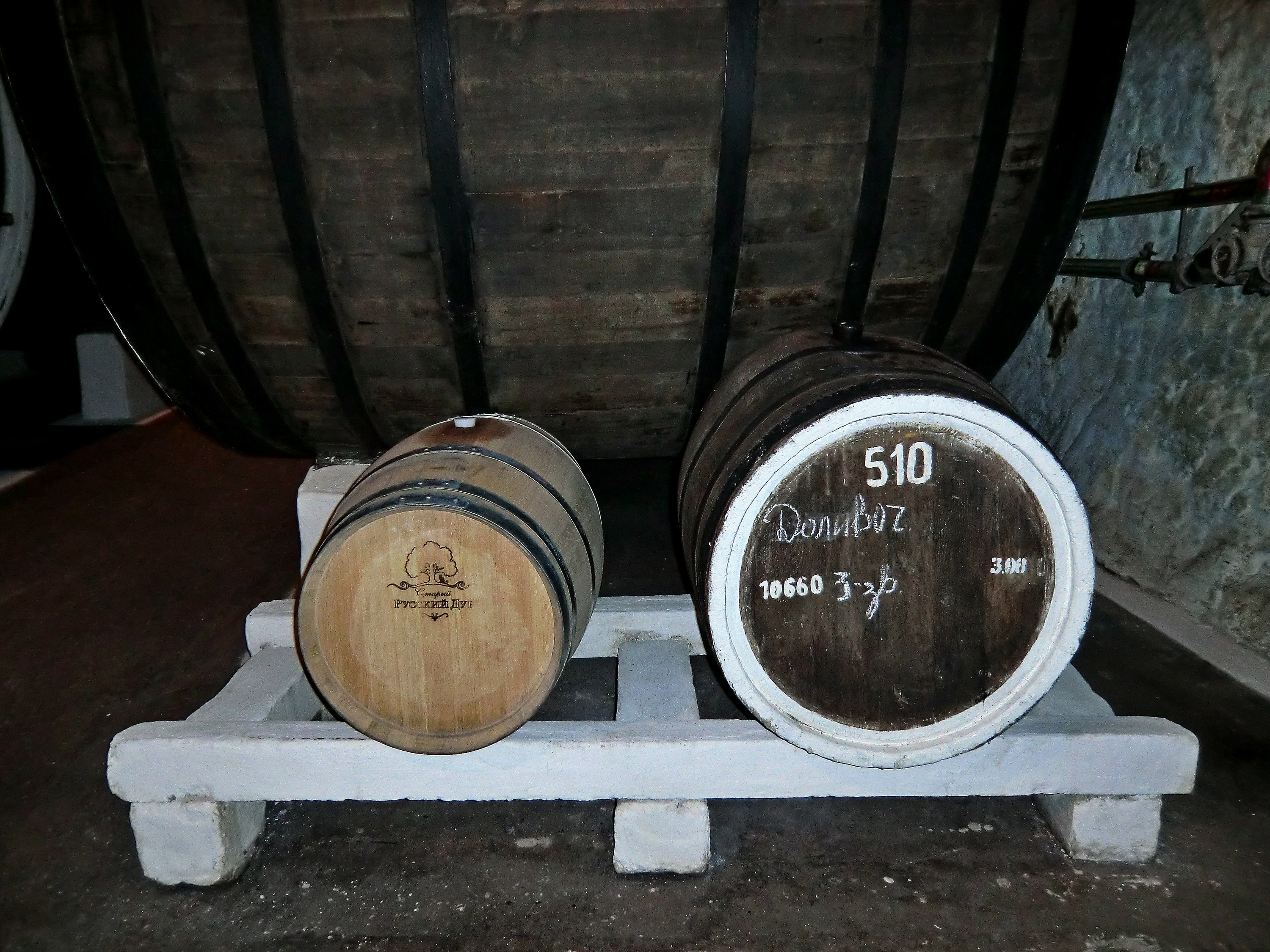
Sklepy
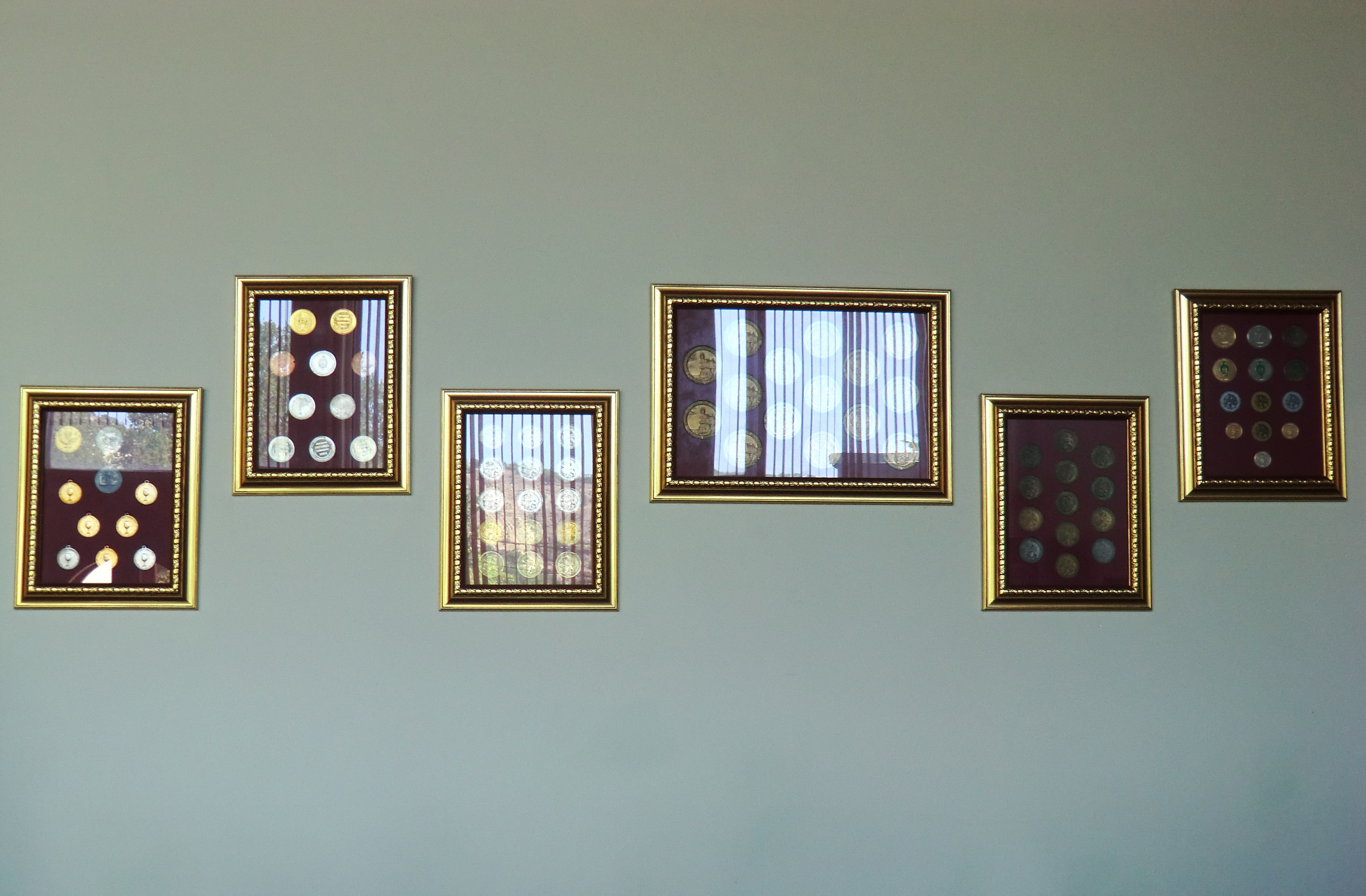
Mezinárodní ocenění